# Futhark recente
O futhark recente é a versão do alfabeto rúnico usada na Escandinávia a partir do século IX, sucedendo ao futhark antigo.
É constituído por 16 caracteres, conhecidos como runas ou runas escandinavas. Foi usado na escrita do nórdico antigo, falado pelos povos escandinavos durante a era viquingue e o início da Idade Média nórdica. Milhares de pedras rúnicas e dois manuscritos medievais testemunham a sua existência.
Apresenta duas variantes – as runas compridas (långkvistruna), usadas na Suécia e na Dinamarca, e as runas curtas (kortkvistruna), usadas na Suécia e na Noruega.

Fuþark recente: Runas compridas dinamarquesas e runas curtas suecas e norueguesas
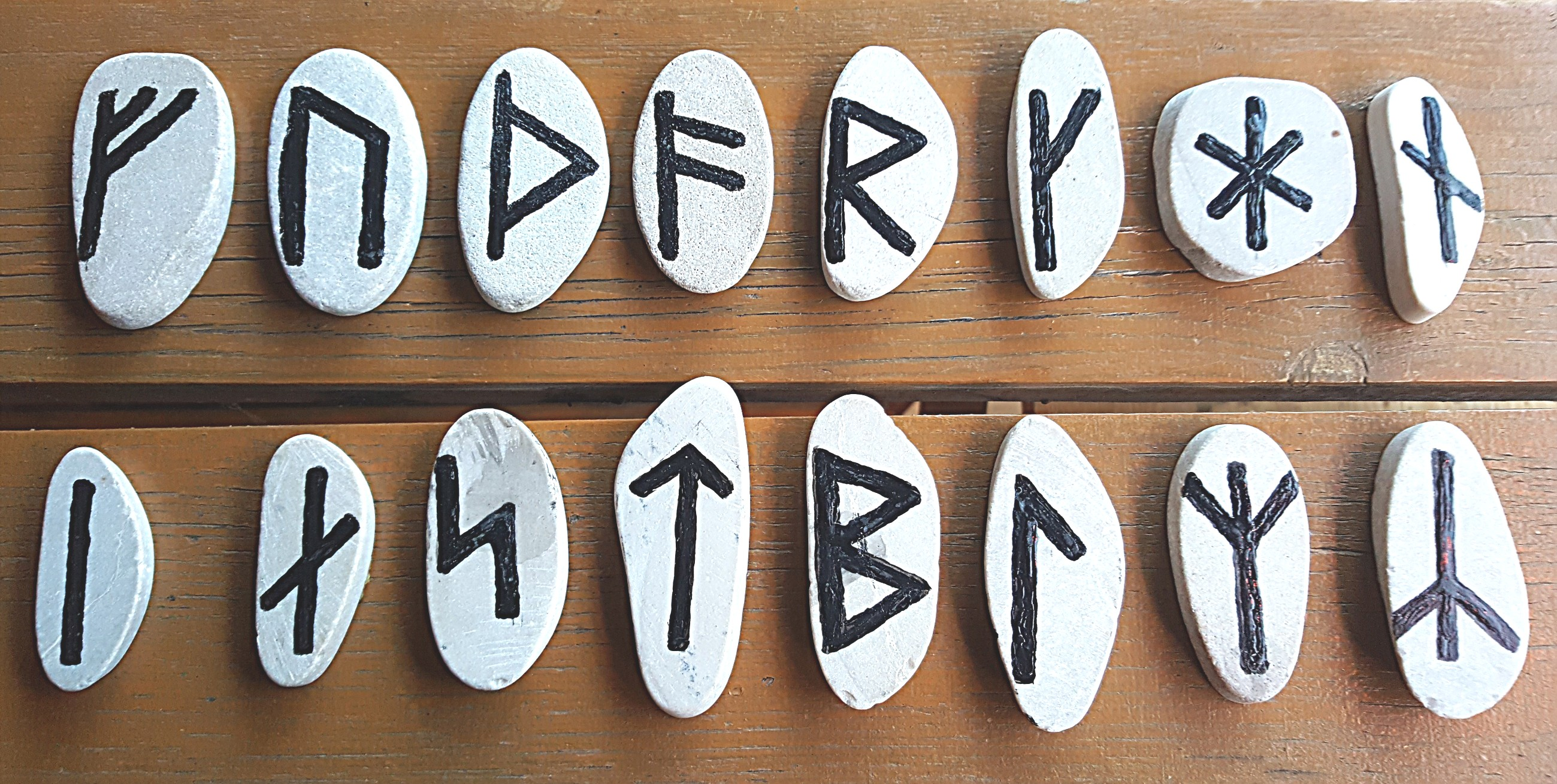
Fuþark recente
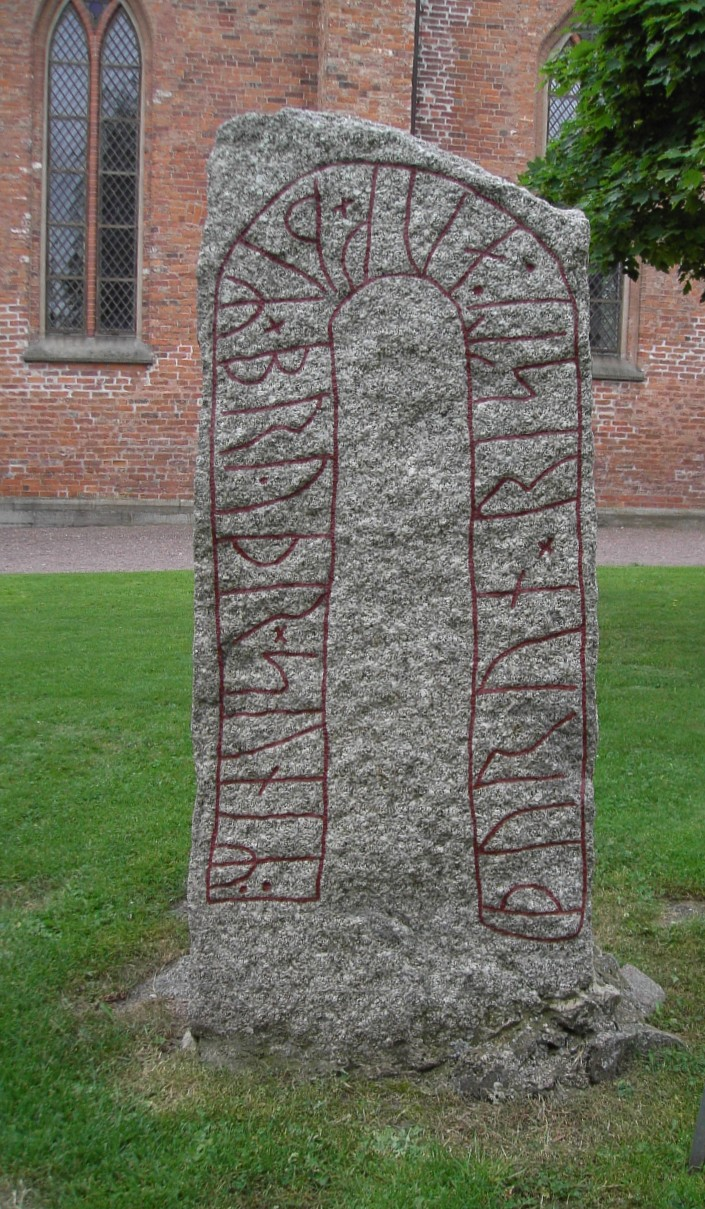
Pedra rúnica de Skänninge com runas do século X em Skänninge, Suécia
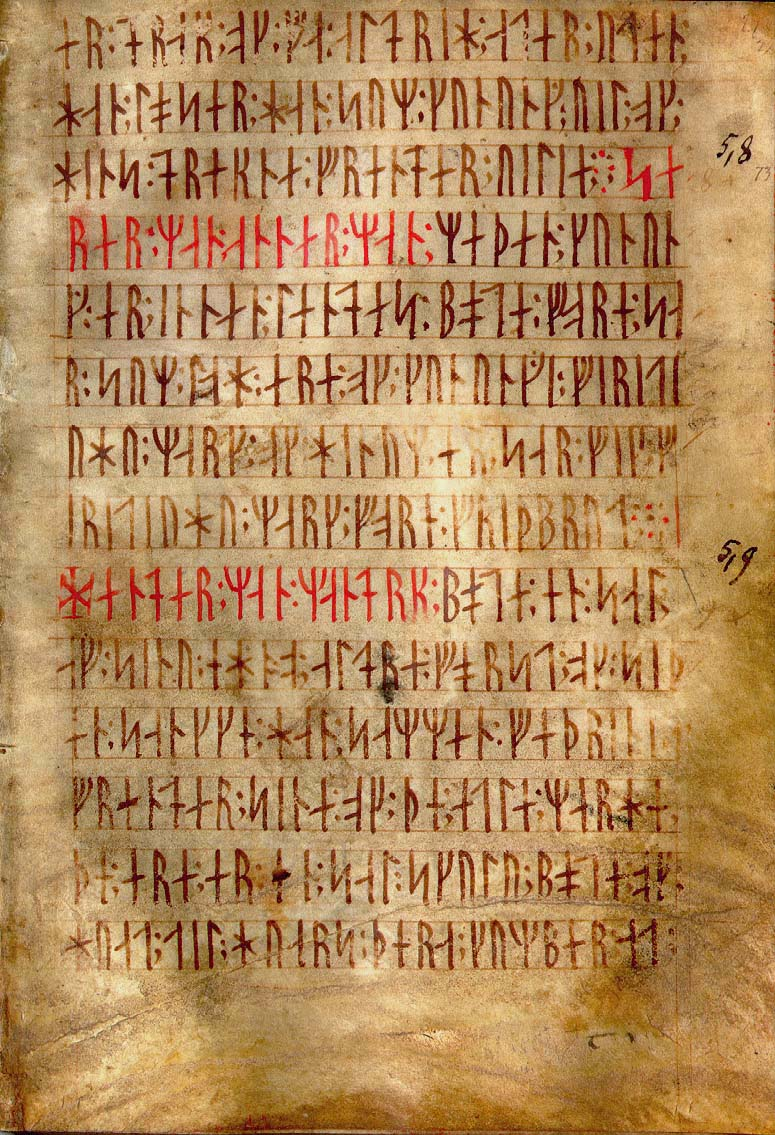
Códice Rúnico - um pergaminho do século XIII com a Lei da Escânia